# Isabel de Castro e Andrade
Isabel de Castro e Andrade, condessa de Altamira, nascida em Pontedeume provavelmente em 1528 e falecida na mesma vila em 1582, foi uma nobre e escritora galega.

## Trajetória
Pouco se conhece da sua vida. Era a filha mais nova de Fernando Ruiz de Castro Osorio, quarto conde de Lemos. Em 1555 casou com Rodrigo de Moscoso Osorio, quem herdara o condado de Altamira, de quem ela recebeu o título. É conhecido a ela alguma obra poética em castelhano e mais um único soneto em galego, que é uma das poucas peças literárias cultas que se conservam dos Séculos Escuros. O soneto, datado de 1578, está dedicado ao escritor castelão Alonso de Ercilla, com ocasião da publicação da segunda parte da sua obra épica La Araucana.

## Soneto
Soneto de Dona Isabel de Castro e Andrade à Dom Alonso de Ercilla
máis que quantas hoge ha de gloria dina,

pois na prosperidade e na ruína

sempre envexadas estás, nunca envexosa.

Se enresta o ilustre Afonso a temerosa

lança, se arranca a espada que fulmina,

creio que xulgareis que determina

só o conquistar a terra belicosa.

Faraa, mais nâo temais essa mao forte,

que, se vos tira a liberdade e a vida,

ela vos pagará ben largamente.

Que, a troco dúa breve e honrada morte,

co seu divino estilo, 